# Championnats d'Afrique de cyclisme sur route 2008
Navigation
Championnats d'Afrique 2007 Championnats d'Afrique 2009
Les Championnats d'Afrique de cyclisme sur route 2008 se sont déroulés du 7 au 9 novembre 2008 à Casablanca au Maroc.

## Résultats
| Compétitions     | Or                    | Argent                | Bronze            |
| Hommes           |                       |                       |                   |
| Course en ligne  | Dan Craven            | Hassan Zahboune       | Abdelmalek Madani |
| Contre-la-montre | Jay Robert Thomson    | Nicolas White         | Dan Craven        |
| Femmes           |                       |                       |                   |
| Course en ligne  | Cashandra Slingerland | Marissa van der Merwe | Aurélie Halbwachs |
| Contre-la-montre | Cashandra Slingerland | Marissa van der Merwe | Aurélie Halbwachs |